# Háj u Duchcova
Obec Háj u Duchcova (dříve Haan či Hagin) se nachází v okrese Teplice v Ústeckém kraji. Žije zde přibližně 1 400 obyvatel. Leží čtyři kilometry severozápadně od Duchcova a 8 km západně od Teplic. Nadmořská výška obce se pohybuje mezi 244 metry (na jihu obce u vlakové zastávky) až 350 metry (v části Domaslavice).

## Název
Německý název vesnice Haan je odvozen ze středněněmeckých slov hān či haen, která znamenala trní. Vznikl stažením staršího tvaru hagin na hain ve významu oplocené místo. Vesnice bývala rozdělena na dvě části nazývané Dolní Háj (Unter-Haan) a Horní Háj (Ober-Haan). V historických pramenech se jméno objevuje ve tvarech: Hagn (1203), Hagin, Haglin a Hain (1207), Hayn (1341), von Heynaw (1418), Hain (1579), Haan (1787, 1833), Ober-Haan a Unter-Haan (1833), Hán dolní, Hán horní, Unter-Haan a Ober-Haan (1854).

## Historie
První písemná zmínka o obci z roku 1203 je uvedena v listině, jíž král Přemysl Otakar I. potvrzuje majetky oseckému klášteru. Listina se dochovala jen v opise v kopiáři Codex Damascus (vznikl krátce před polovinou 14. století) a je považována na základě diplomatického rozboru za falsum ze 13. století.

## Obyvatelstvo
Při sčítání lidu v roce 1921 žilo v tehdejším Horním a Dolním Háji  celkem 2 691 obyvatel (z toho 1 344 mužů), z nichž bylo 838 Čechoslováků, 1 806 Němců a 47 cizinců. Většina se hlásila k římskokatolické církvi, ale žilo zde také 34 evangelíků, jeden člen církve československé, šest židů, jeden člen neuvedených církví a 571 lidí bez vyznání. Podle sčítání lidu z roku 1930 mělo město 2 415 obyvatel: 693 Čechoslováků, 1 700 Němců a 22 cizinců. Stále převažovala římskokatolická většina, ale 39 lidí bylo evangelíky, šest jich patřilo k církvi československé, tři k izraelské církvi, jeden k nezjišťovaným církvím a 625 jich bylo bez vyznání.
| | 1869 | 1880  | 1890  | 1900  | 1910  | 1921  | 1930  | 1950  | 1961  | 1970  | 1980 | 1991 | 2001 | 2011 |
| --- | ---- | ----- | ----- | ----- | ----- | ----- | ----- | ----- | ----- | ----- | ---- | ---- | ---- | ---- |
| Obyvatelé                                                                                             | 878  | 1 226 | 1 739 | 2 501 | 2 853 | 2 691 | 2 415 | 1 365 | 1 386 | 1 003 | 983  | 828  | 863  | 945  |
| Domy                                                                                                  | 127  | 139   | 168   | 179   | 226   | 236   | 236   | 233   | 232   | 177   | 188  | 190  | 197  | 220  |
| Tabulka zahrnuje údaje osad Horní Háj a Dolní Háj a v roce 1961 také domy z místní části Domaslavice. |      |       |       |       |       |       |       |       |       |       |      |      |      |      |

## Části obce
- Háj u Duchcova
- Domaslavice

## Pamětihodnosti
- Pamětní deska řídícího učitele a významné osobnosti druhého odboje Jana Zelenky-Hajského na budově bývalé československé menšinové školy čp. 141[11]
- Pamětní deska na budově Sokolovny Janu Zelenkovi. (S nápisem „Za svobodu vlasti životy své položili v letech 1939–1945 Zelenka Jan starosta jednoty a starosta župy Krušnohorské Kukaňovy Zelenka Jan mladší Zelenková Františka Jaroš František Hanzlíček Josef Faul František.“)
- Pamětní deska rotného Františka Jaroše na rodném domě čp. 111[12]

- Pomník Karla Marxe v Háji byl postaven roku 1933 v lese na okraji hřiště dělnické tělocvičné jednoty ATUS německými sociálními demokraty a odhalen k padesátému výročí úmrtí. Na podzim roku 1938 byl poničen. V roce 1988 byl přemístěn do Zelenkovy ulice a opraven.)
- Kaple svatého Leonarda
- Pomník obětem první světové války v Domaslavicích stál na návsi před topoly napravo od potůčku. Zachován je pouze obrubník lemující pomník. Po roce 1946 byl zničen neznámým vandalem.
- Pomník obětem první světové války v Háji (odhalen 16. srpna 1926 mezi domy čp. 96 a čp. 98. V roce 1949 byl přeznačen na pomník obětem druhé světové války a osazen deskou se jmény obětí. V roce 1975 zrušen.)
- Pomník obětem druhé světové války občanům z Háje (Odhalen v roce 1975 mezi domy čp. 132 a čp. 125 u příležitosti třicátého výročí ukončení druhé světové války je náhradou za zlikvidovaný původní pomník postavený obětem první světové války. Do jeho základů bylo uloženo pouzdro se jmény padlých.)
- Pamětní deska obětem druhé světové války z obce Háj (Na správní budově v areálu bývalého dolu 1. máj. Při opravě fasády domu byla sejmuta a nyní je neznámo kde.).
- Pamětní deska na železničním strážním domku v Domaslavicích Anně Vlčkové
- Odpočivný kámen v Domaslavicích (na návsi)[13][14]

## Rodáci
- František Jaroš (1911–1944), dobrovolný bojovník proti fašismu ve Španělsku, padl u Dunkerku (držitel československé medaile Za chrabrost a československého válečného kříže)
- Josef Grünbeck (1925–2012), německý podnikatel a politik (FDP)
- Emil Franzel (1901–1976), německý novinář, historik a politik
- Hana Benešová (1885–1974), manželka Edvarda Beneše (narozena v drážním domku v Domaslavicích)
- Horst Oertel (1940), německý filosof

## Další fotografie

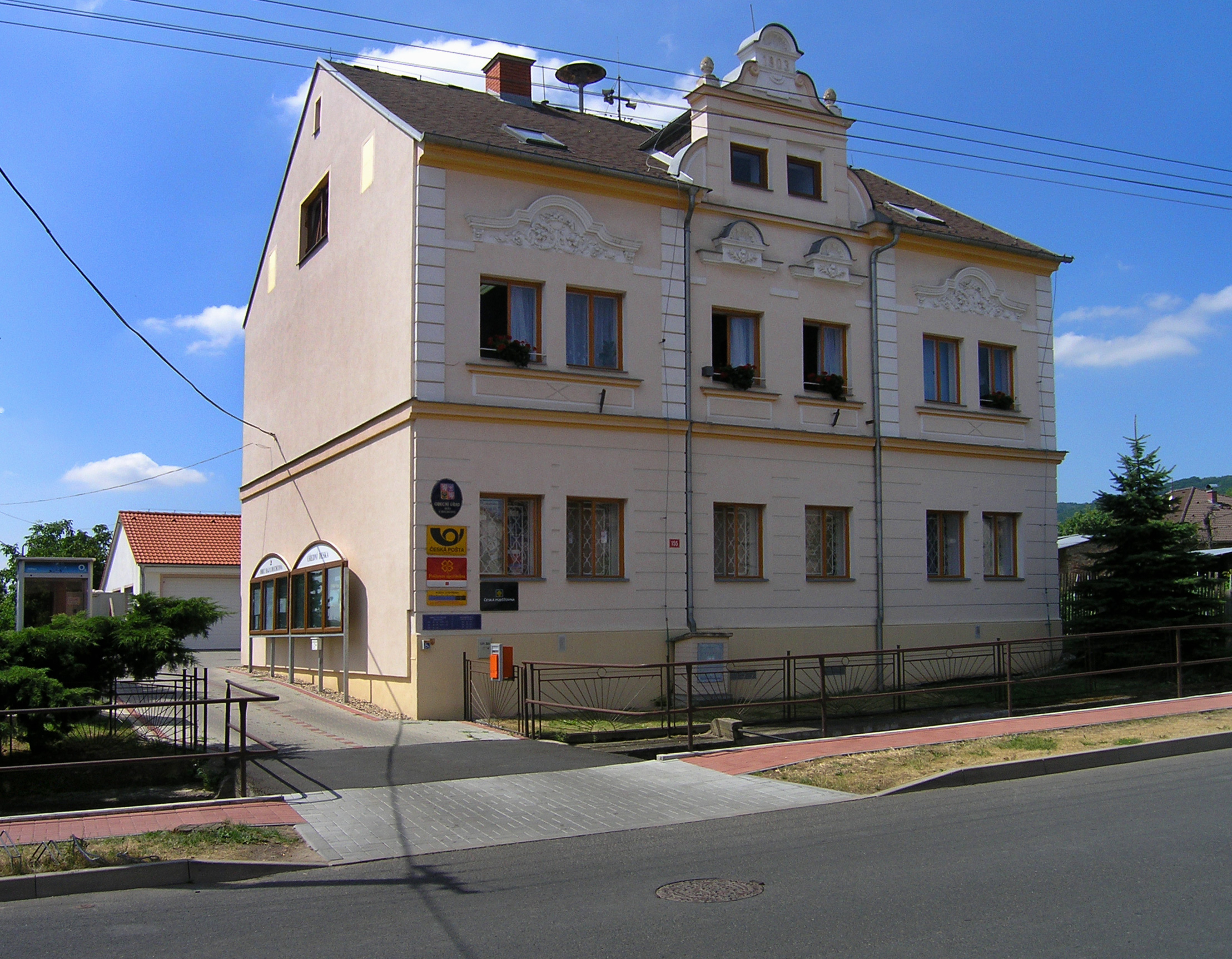
Obecní úřad
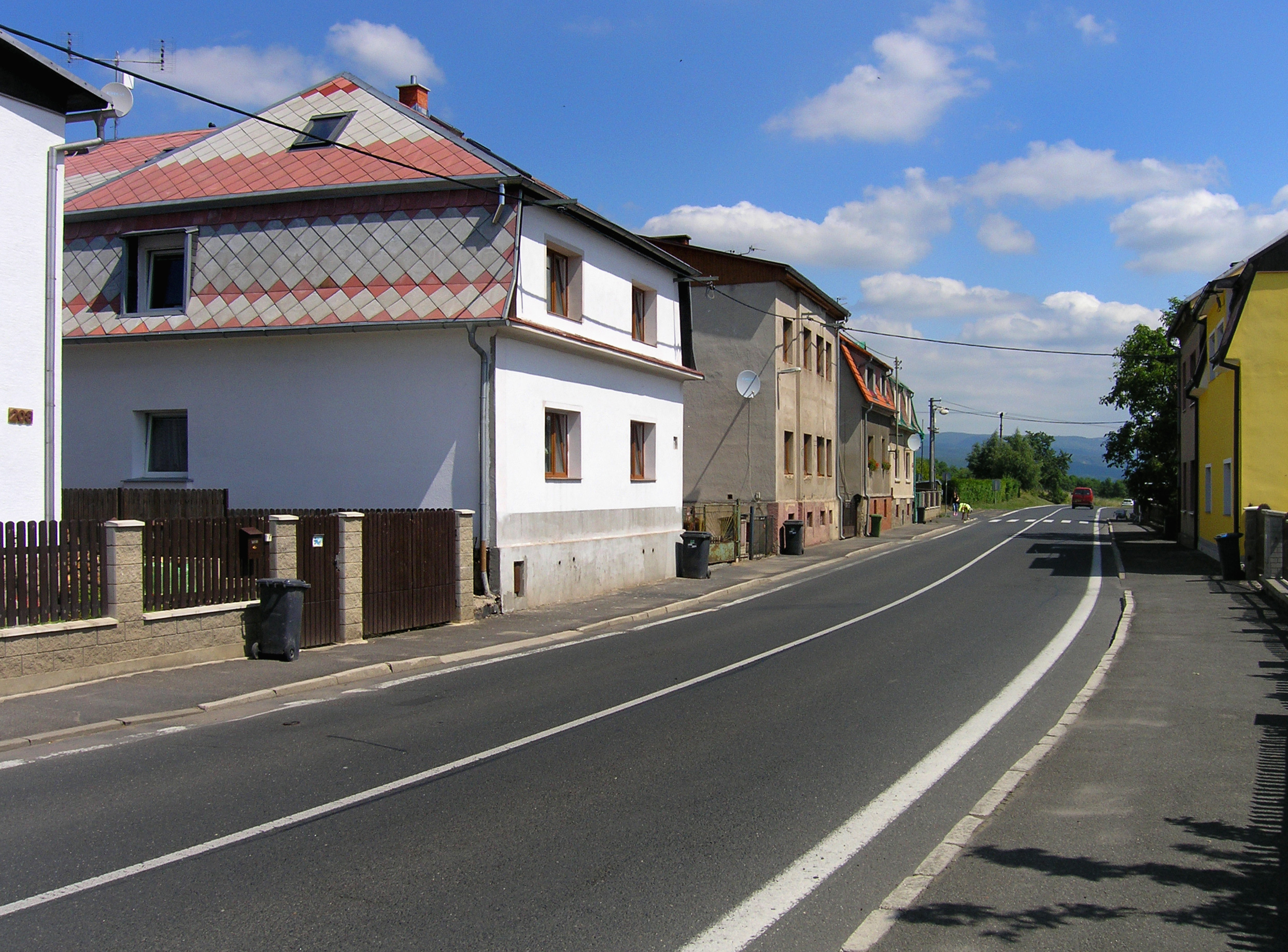
Silnice I. třídy č. 27 v severní části obce